# ヤコブ・フィリップ・ハッケルト
ヤコブ・フィリップ・ハッケルト（Jacob Philipp Hackert、1737年9月15日 - 1807年4月28日）はドイツの風景画家である。ナポリで長く働いた。

## 略歴
現在のドイツ、ブランデンブルク州のプレンツラウに生まれた。父親は肖像画家、動物画家で父親や伯父から絵の訓練を受け、1758年から、ベルリンの美術学校で学んだ。スウェーデン領ポメラニアやストックホルムで壁画を描く仕事をした。
1765年から1768年の間は、パリで働き、後にスイスで活動する版画家バルタザール・アントン・ドゥンカー(Balthasar Anton Dunker:1746–1807)と働き、この頃は水彩画(ガッシュ)を専門とした。パリで風景画家として有名になっていたクロード・ジョセフ・ヴェルネや、ドイツ出身の版画家ヨハン・ゲオルク・ヴィレ(Johann Georg Wille)と出会い影響を受けた。
1768年にイタリアに移り、ローマやナポリで活動し、イギリスの外交官で美術収集家のウィリアム・ダグラス・ハミルトンの注文を受けて風景画を描いた。イタリア各地で風景画を描き、人気のある風景画家になり、ロシアの女帝、エカチェリーナ2世のために描いた、露土戦争のチェスマの海戦を描いた何点かの海洋画でも有名になった。
1786年に両シチリア王、フェルディナンド1世に招かれて、ナポリに移った。ナポリでは後にカポディモンテ美術館になる美術コレクションに、絵画の修復の施設を作り、ローマから専門家を招くことを進言し、ローマでの多くの美術品の収集を監督した。宮廷画家となり、宮廷を飾る絵画を描いた 。1786年にゲーテがナポリを訪れた時、ゲーテと友人になり、後年（1811年に）ゲーテはハッケルトの自伝の出版を手伝うことになった。
ナポリ近郊の海岸の町、ポジッリポ(Posillipo)に住み、サルヴァトーレ・フェルゴーラ(Salvatore Fergola)やジュスティ(Salvatore Giusti)といった画家を弟子にした。
1799年にナポレオンのイタリア侵攻を受けてナポリにパルテノペア共和国が建てられると、多くの王室のパトロンを失い、ピサに移り、最終的にフィレンツェに移り、フィレンツェ近くのSan Pietro di Careggiに邸を買って暮らし、1807年にその地で死去した。

## 作品

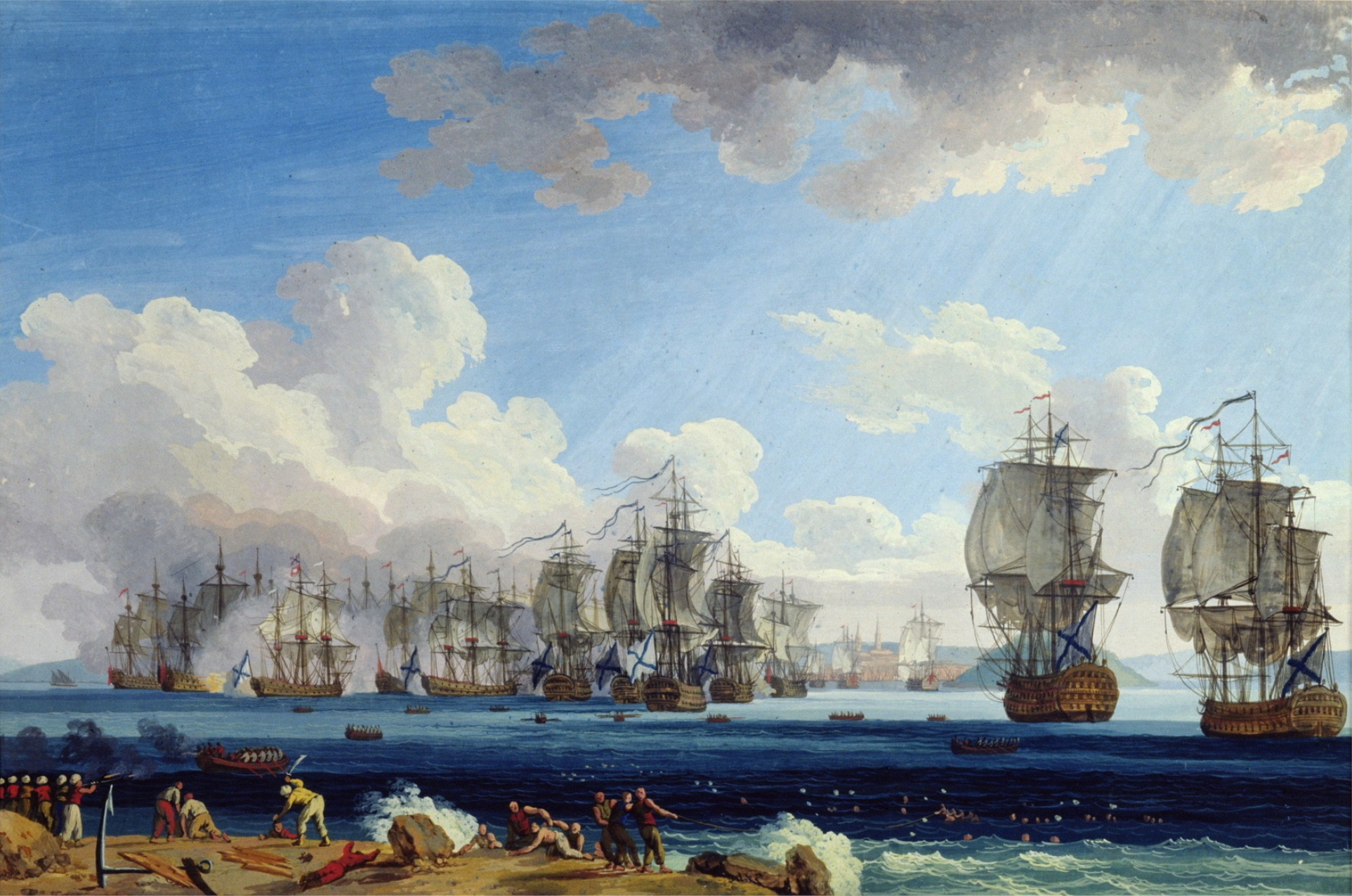
チェスマの海戦に出航する艦隊
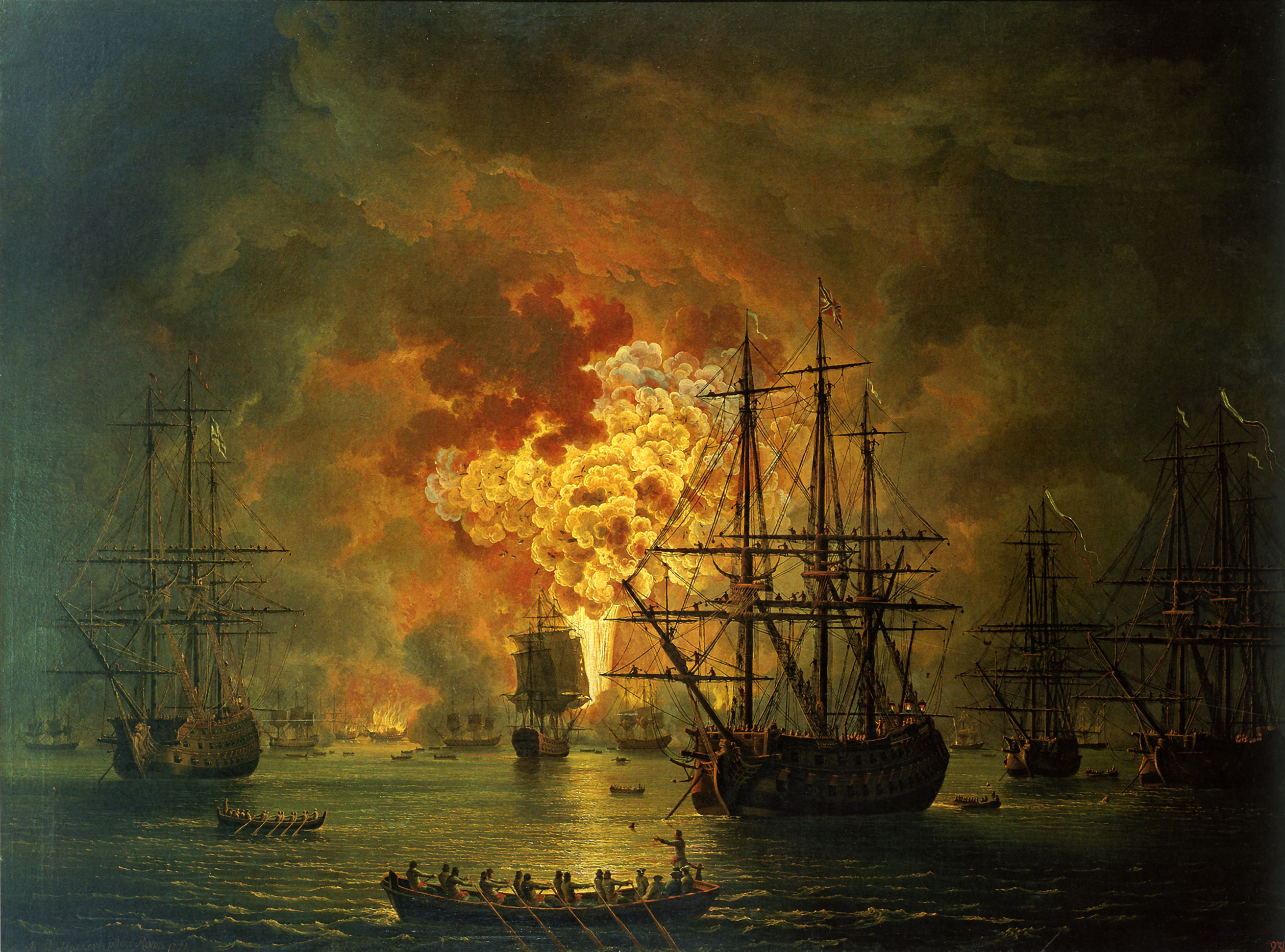
チェスマの海戦
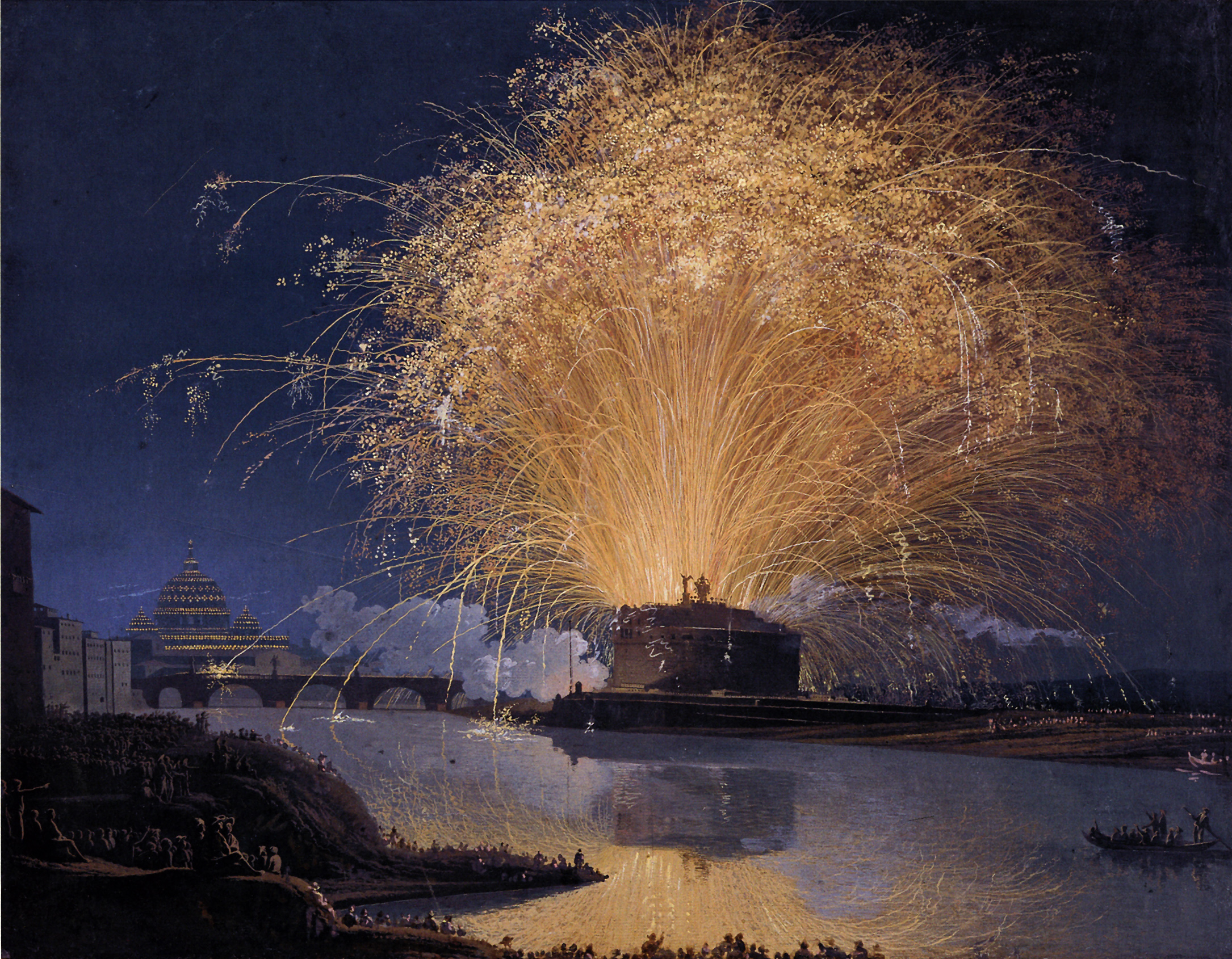
ローマ、サンタンジェロ城の花火
ティヴォリの滝
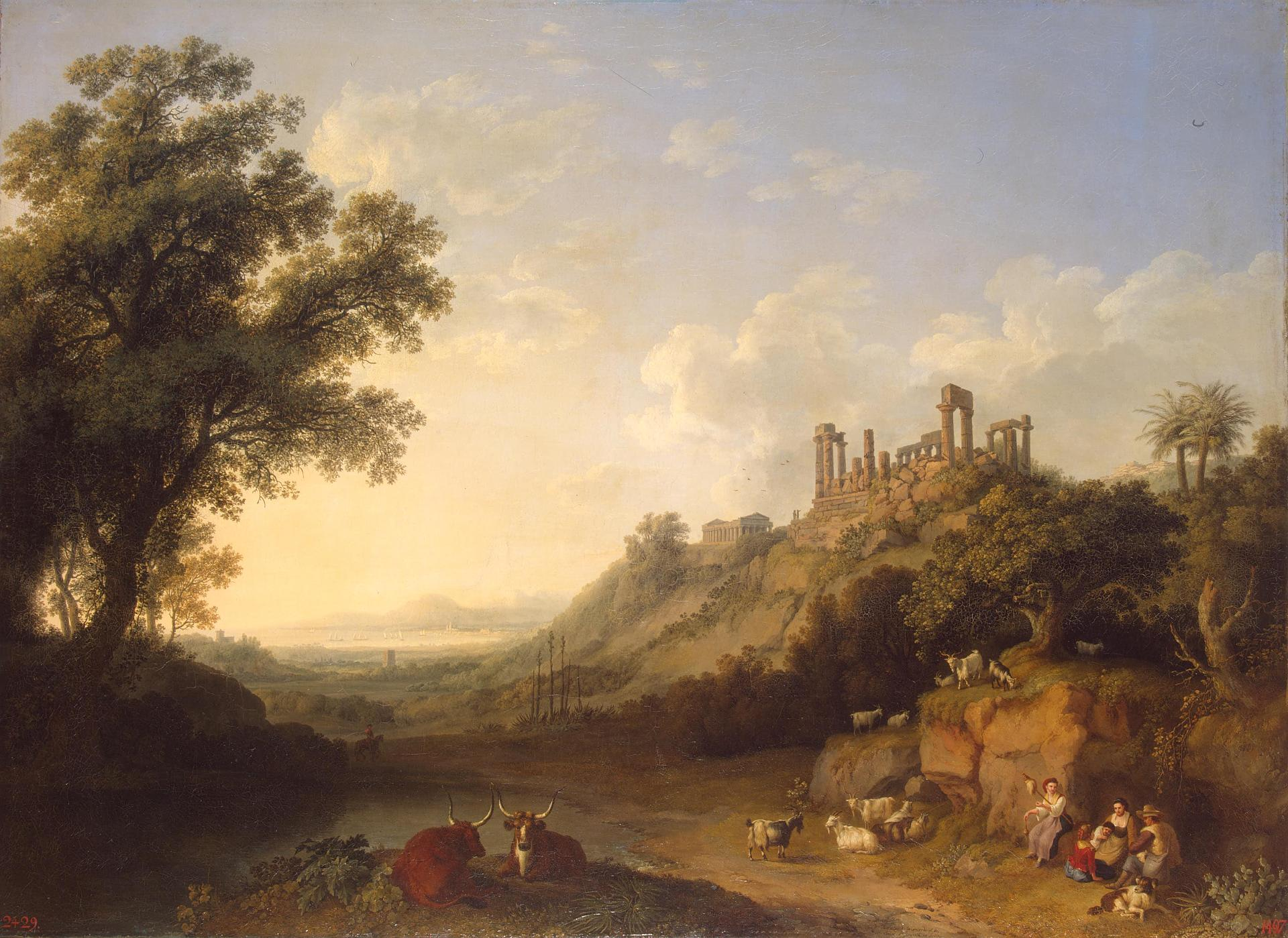
シチリアの寺院遺跡
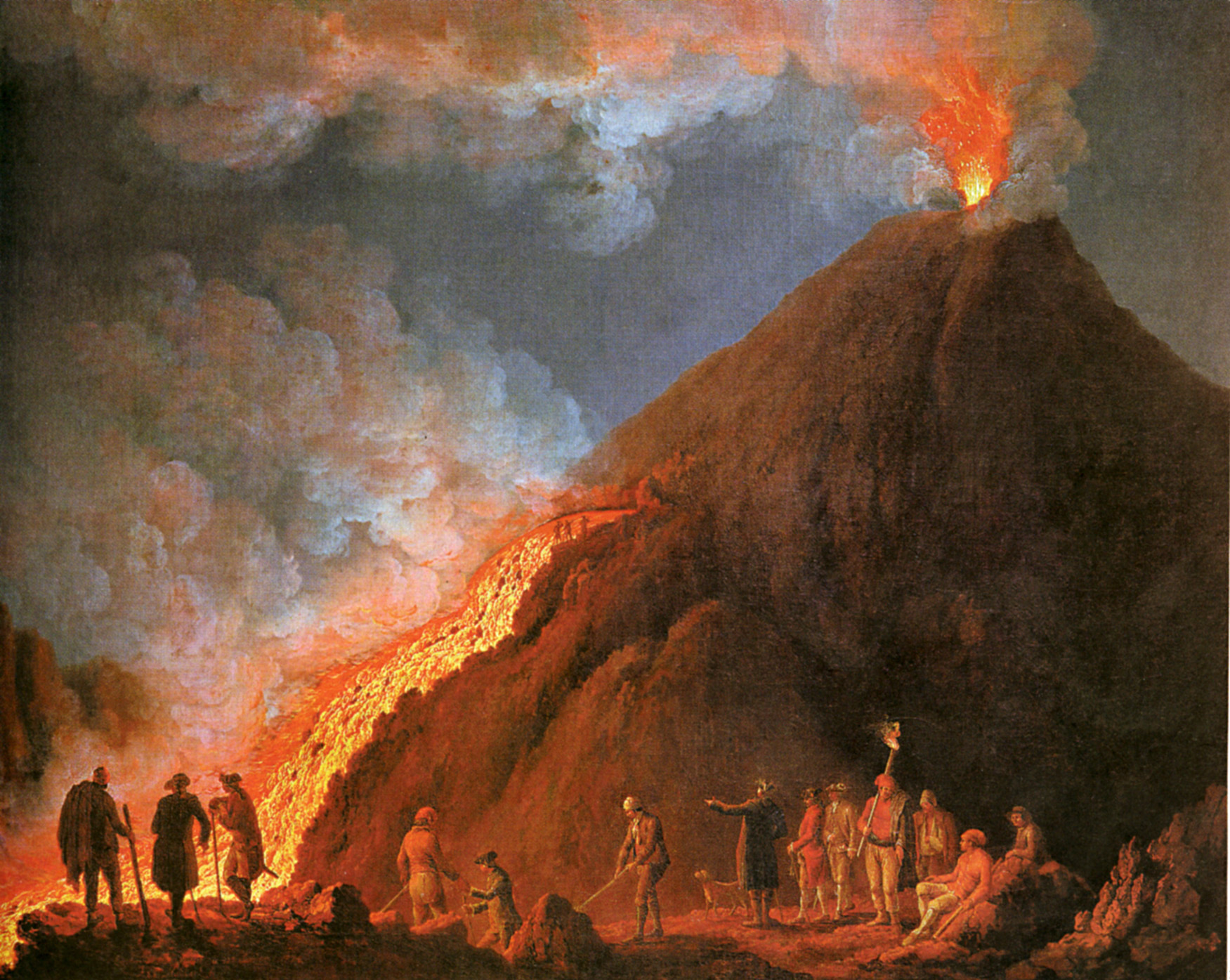
ヴェスヴィオの噴火